# Canton de Bâle
 (novembre 2024).
Pour les articles homonymes, voir Bâle (homonymie) et Bale.
13 juillet 1501 – 26 août 1833
Entités précédentes :
- Évêché de Bâle

Entités suivantes :
- Canton de Bâle-Ville
- Canton de Bâle-Campagne

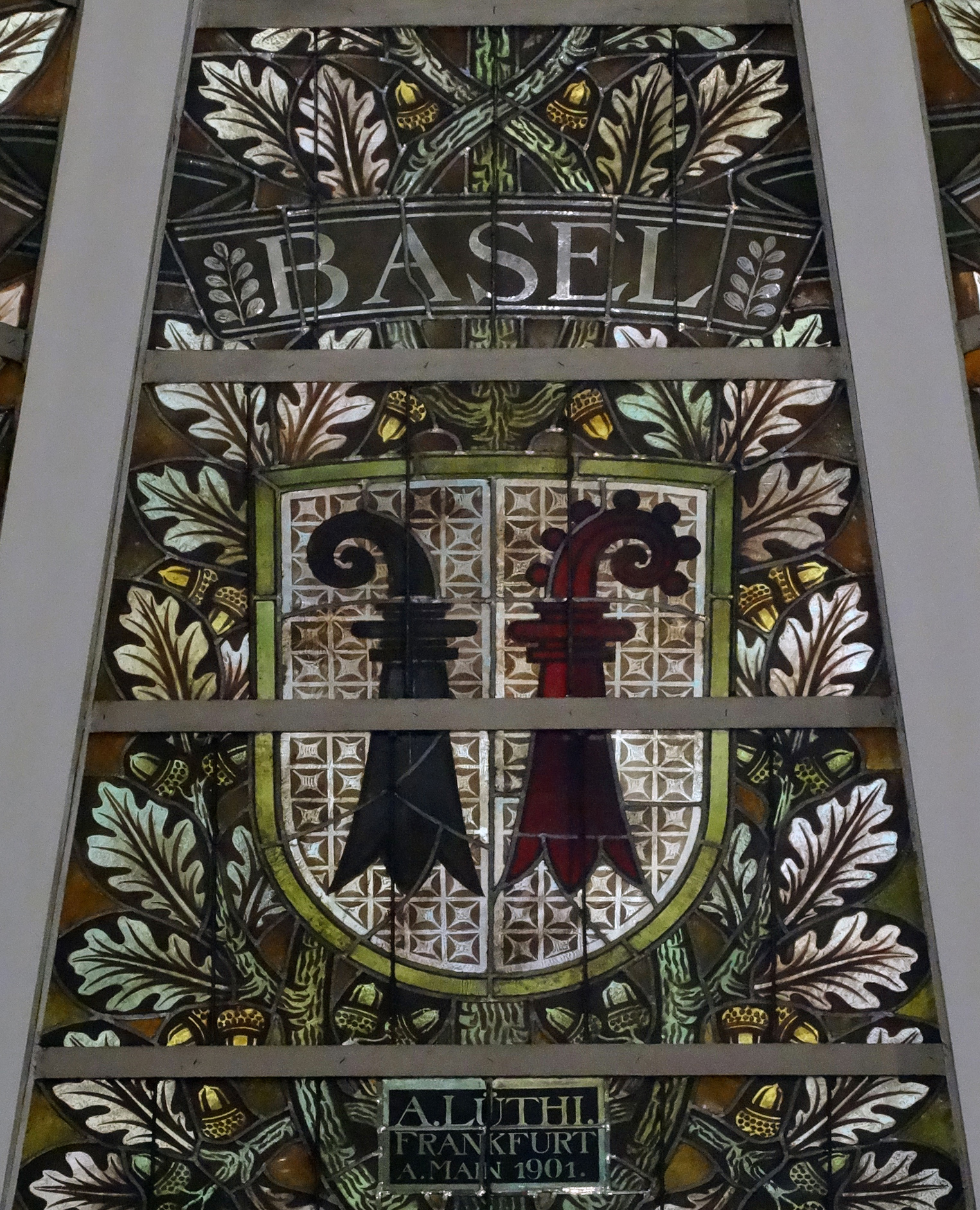
Vitrail sur la coupole du Palais fédéral (année 1901).

Le canton de Bâle (en allemand : Kanton Basel) est un ancien canton suisse, membre de la Confédération suisse depuis le 13 juillet 1501, qui s'est séparé en deux demi-cantons le 26 août 1833 : Bâle-Campagne et Bâle-Ville.

## Dénominations
Le canton de Bâle porta les dénominations suivantes :
- en 1602 : Bourgmestre et Conseil de la Ville de Bâle (en alémanique : burgermeister und rath der statt Basell) ;
- en 1798 : État libre de Bâle (en alémanique : Freystand Basel ou Freystaat Basel) ;
- en 1798 : Canton de Bâle (en allemand : Kanton Basel).

## Territoire
Le canton de Bâle recouvrait les territoires suivants :
- La ville de Bâle
- La ville du Petit-Bâle, achetée en 1392
- Les trois seigneuries suivantes, prises en gage en 1400, puis acquises en pleine propriété vers 1585 :
  - La seigneurie de Liestal, comprenant Frenkendorf, Füllinsdorf, Giebenach, Lausen et Seltisberg
  - La seigneurie de Waldenburg, comprenant Arboldswil, Lauwil, Liedertswil, Lupsingen et Reigoldswil
  - La seigneurie de Homberg, dite aussi de Neu-Homberg et usuellement de Homburg, comprenant Läufelfingen, Buckten, Häfelfingen, Känerkinden, Rümlingen, Wittinsburg, Diepflingen et Thürnen
- La seigneurie de Farnsburg, achetée en 1461 aux barons de Falkenstein, qui l'avaient héritée, en 1418, des comtes de Thierstein, et comprenant Arisdorf, Wintersingen, Maisprach, Buus, Hemmiken, Rickenbach, Gelterkinden, Ormalingen, Wenslingen, Tecknau, Zeglingen, Kilchberg, Rünenberg et Diepflingen
- La seigneurie de Muttenz-Münchenstein, prise en gage aux Münch, nobles bâlois, en 1470, puis acquise en pleine propriété en 1515
- La seigneurie de Diegten, acquise en 1482 et comprenant une partie de Diegten et Tenniken
- La seigneurie d'Eptingen, acquise en 1487 et comprenant une partie de Diegten et Eptingen
- Bettingen, acquis en 1513
- La seigneurie de Ramstein, avec Bretzwil, acquise en 1518
- Riehen, acquise en 1522
- Pratteln, achetée en 1525
- Biel et Benken, acquises en 1526
- Arisdorf, acquise en 1532
- Binningen et Bottmingen, acquises en 1534
- Petit-Huningue (en allemand : Kleinhüningen), acquis en 1640

Le 20 mars 1815, le congrès de Vienne attribua au canton de Bâle les bailliages de Pfeffingen et du Birseck, qui en prit possession le 28 décembre 1815, après avoir signé l'acte de réunion du 7 novembre 1815, avec les représentants des neuf communes concernées.

## Subdivisions
En 1640, le canton de Bâle était divisé en huit bailliages, savoir :
- Le bailliage de Liestal
- Le bailliage de Waldenburg
- Le bailliage de Homburg (Homberg)
- Le bailliage de Farnsburg
- Le bailliage de Münchenstein
- Le bailliage de Riehen
- Le bailliage de Petit-Huningue (en allemand : Kleinhüningen)
- Le bailliage de Ramsteim

En 1673, le bailliage de Ramstein fut réuni à celui de Waldenburg.
Sous la République helvétique, une loi du 28 avril 1798 divisa le canton de Bâle en quatre districts, savoir :
- Le district de Bâle (en allemand : Bezirk Basel) comprenant, outre la ville de Bâle (chef-lieu) : Münchenstein, avec Muttenz et Pratteln ; Binningen et Bottmingen ; et Riehen, avec le Petit-Huningue (en allemand : Kleinhüningen), aujourd'hui quartier du Petit-Bâle (en allemand : Kleinbasel), et Bettingen.
- Le district de Liestal (en allemand : Bezirk Liestal) comprenant, outre Liestal (chef-lieu) : Lausen et Seltisberg ; Frenkendorf, Füllinsdorf et Giebenach ; Bubendorf, avec Ziefen, Lupsingen et Ramlinsburg ; Arisdorf, avec Augst et partie bâloise d'Olsberg, incorporée à Arisdorf en 1882.
- Le district de Gelterkinden (en allemand : Bezirk Gelterkinden) comprenant, outre Gelterkinden (chef-lieu) : Diepflingen, Hemmiken, Kilchberg, Armalingen, Rickenbach, Rünenberg, Tecknau, Wenslingen et Zeglingen ; juridiction Sissach, avec Böckten, Itingen et Zunzgen ; Oltingen, avec Rothenfluh et Anwil ; Böckten, avec Läufelfingen, Rümlingen, Känerkinden, Wittinsburg, Häfelfingen et Thürnen ; et Wintersingen, avec Buus, Hersberg, Maisprach et Nusshof.
- Le district de Waldenburg (en allemand : Bezirk Waldenburg) comprenant, outre Waldenburg (chef-lieu) : Langenbruck, Bärenwyl, Oberdorf, Niederdorf, Hölstein, Bennwil, Lampenberg, Arboldswil, Titterten et Liedertswil ; juridiction Reigoldswil, avec Lauwil et Bretzwil ; et Diegten, avec Eptingen et Tenniken.

L'Acte de médiation du 19 février 1803 divisa le canton de Bâle en trois districts, savoir :
- La ville de Bâle (en allemand : Stadt Basel)
- Le district de Liestal (en allemand : Bezirk Liestal)
- Le district de Waldenburg (en allemand : Bezirk Waldenburg)

Il subdivisa chaque district en quinze tribus.
La Constitution cantonale du 4 mars 1814 divisa le canton de Bâle en cinq districts, savoir :
- La ville de Bâle (en allemand : Stadt Basel).
- Le district inférieur, dit aussi district du Bas (en allemand : Untere Bezirk), comprenant les communes de Pratteln, Muttenz, Münchenstein, Binningen, Biel, Benken, Petit-Huningue (en allemand : Kleinhüningen), Riehen et Bettingen.
- Le district de Liestal (en allemand : Bezirk Liestal), comprenant les communes de Liestal, Seltisberg, Lupsingen, Ziefen, Bubendorf, Ramlinsburg, Lausen, Nusshof, Wintersingen, Buus, Maisprach, Hersberg, Arisdorf, la partie bâloise d'Olsberg, Giebenach, Augst, Frenkendorf et Füllinsdorf.
- Le district de Sissach (en allemand : Bezirk Sissach), comprenant les communes de Sissach, Anwil, Böckten, Buckten, Diepflingen, Gelterkinden, Häfelfingen, Hemmiken, Oltingen, Känerkinden, Kilchberg, Läufelfingen, Oltingen, Ormalingen, Rickenbach, Rümlingen, Rünenberg, Rothenfluh, Tecknau, Thürnen, Wenslingen, Wittinsburg, Zeglingen et Zunzgen.
- Le district de Waldenburg (en allemand : Bezirk Waldenburg), comprenant les communes de Waldenburg, Langenbruck, Oberdorf, Niederdorf, Arboldswil, Liedertswil, Lampenberg, Bennwil, Hölstein, Reigoldswil, Bretzwil, Lauwil, Titterten, Diegten et Tenniken.

Le 7 novembre 1815, les bailliages de Pfeffingen et du Birseck formèrent un sixième district : celui de Birseck (en allemand : Bezirk Birseck).